# Gornja Briga
Gornja Briga je naselje v občini Kočevje.